# 中村富十郎 (初代)

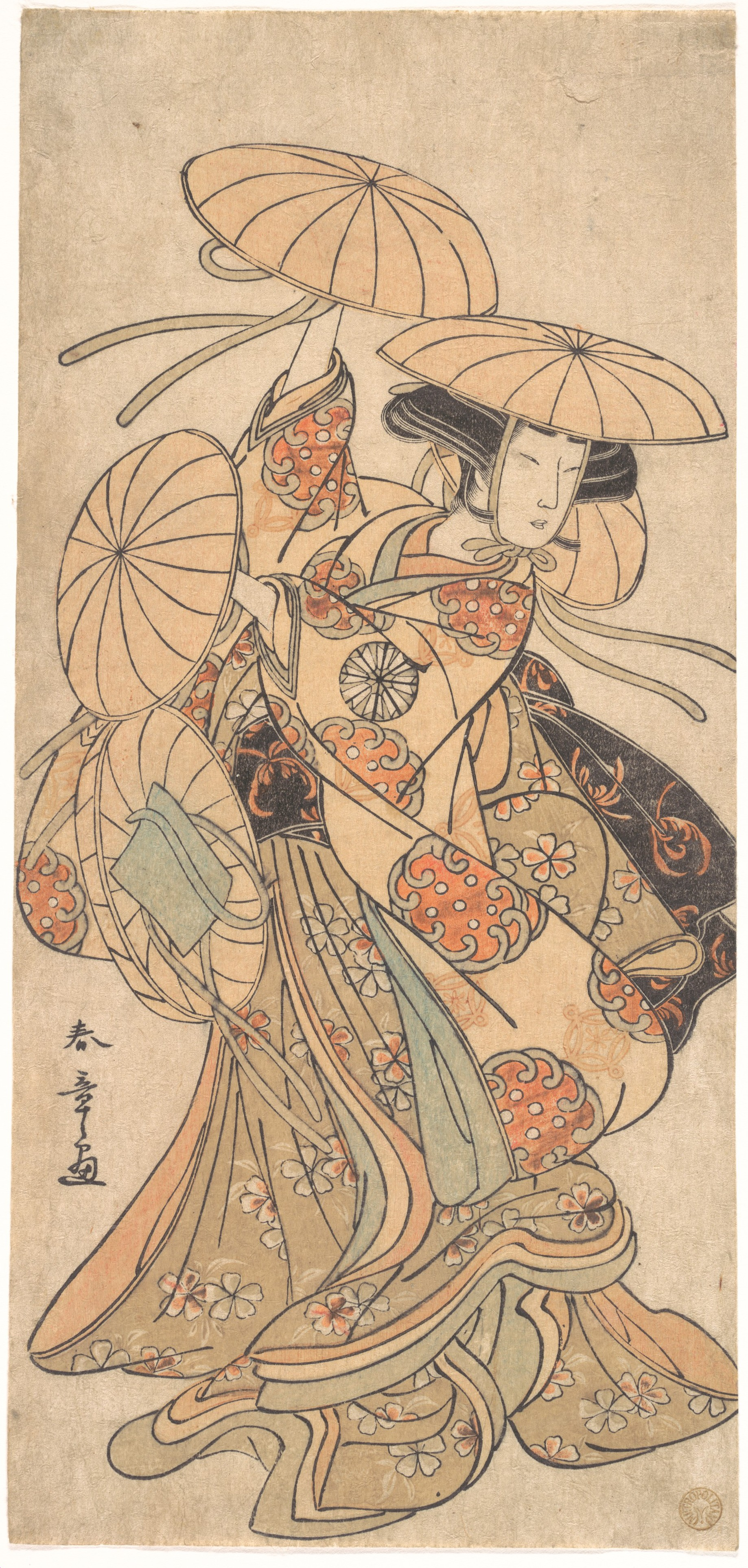
初代中村富十郎の『娘道成寺』。勝川春章画。

初代 中村 富十郎（しょだい なかむら とみじゅうろう、享保4年〈1719年〉 - 天明6年8月3日〈1786年8月26日〉）とは、江戸時代中期の上方の歌舞伎役者。俳名慶子（けいし）、屋号は天王寺屋。定紋は鷹の羽八ツ矢車。雅号嶺琴舎。

## 来歴
初代芳澤あやめの三男として大坂に生まれる。母は山下京右衛門の妻の妹。幼名崎彌。兄に二代目芳澤あやめ、弟に三代目芳澤あやめがいる。幼少のころ、立役の中村新五郎の養子となる。享保14年（1729年）春に崎彌は中村富十郎と名を改め、京都の佐野川万菊座に加わるが、この時まだ実際には舞台に立たなかったという。同年の暮、富十郎は万菊や新五郎とともに江戸に下り、享保16年正月に市村座で初舞台を踏んだ。時に13歳。同年冬、万菊と新五郎に付いて再び京に戻る。この十代の時期、踊りを大坂の振付師中村京十郎より習う。
享保18年に若衆形から女形となってからは、富十郎は美貌をもって巷間に知られるようになるが、それは役者ではなく色子としてであった。元文2年（1737年）11月、大坂道頓堀の岩井半四郎座に出演、このとき『曽根崎心中』の天満屋お初を演じて大当りをとり、四ヶ月の続演となった。これが富十郎にとって役者としての道が開けた最初で、その後一年ほど大坂の芝居に出続けるがいずれも大当りをとる。それからは京、大坂、江戸の三都を往来し、どの土地でも人気役者として迎えられた。寛延2年（1749年）には、31歳の若さで役者としての最高位である「極上上大吉」とされる。その後「古今無類之妙大至極上上吉」、さらに天明4年 (1784年) には｢三ヶ津巻首　歌舞伎一道惣芸頭」に置かれた。
若女形を本領とし時代物と世話物を兼ねたが、後に立役や荒事も勤めた。芸はせりふ回しと身の軽さが評判となった。舞踊においても名人とされ、なかでも宝暦2年8月、京都嵐三右衛門座で踊った『娘道成寺』は大当りし、翌年の江戸中村座でも『京鹿子娘道成寺』として踊り、以後これを当り芸として度々勤めた。今でも『京鹿子娘道成寺』の演目名で伝わり、繰り返し上演されている。六十を過ぎても十七、八の娘姿が似合う若々しさだったと伝わる。天明6年3月、京で「女鉢の木」を勤めたのが最後の舞台となる。享年68。養子に二代目中村新五郎と二代目中村のしほ（娘婿）がいるが、両名とも安永6年（1777年）11月に没した。門人に初代のしほなどがいる。
なお余技に絵も描いており、扇絵などを残している。東京国立博物館に「驟雨図」（紙本着色）の扇面1本を所蔵する。画名を英（はなぶさ）慶子と称したという。天明6年には『慶子画譜』が八文字屋自笑の編で版行された。